# La crêuza degli ulivi
La crêuza degli ulivi, sottotitolo Le donne di Bacci Pagano, è un romanzo dello scrittore genovese Bruno Morchio. Fa parte delle inchieste dell'investigatore privato Bacci Pagano, in ordine di uscita è il terzo romanzo della serie.

## Trama
Nell'estate del 2001, circa un mese dopo i fatti del G8 di Genova, l'investigatore Bacci Pagano riceve la visita della signora Amidei, moglie di un affermato medico milanese trasferitosi a vivere nel capoluogo ligure dopo l'assoluzione in un'indagine sulla malasanità. Lo incarica di trovare le prove di una relazione extraconiugale del marito, della quale è assolutamente certa.
La fidanzata di Bacci Pagano, Mara, è andata in vacanza in Grecia con un altro uomo; è proprio Bacci a doverle comunicare la notizia che la sua amica Linda Beltrami è stata assassinata in casa, in una via chiamata crêuza degli ulivi. Il caso vuole che la vittima sia la famosa amante di Amidei cercata dalla moglie.
Linda Beltrami, insieme al fratello Carlo, erano figli di secondo letto di un facoltoso imprenditore locale, il signor Beltrami, numero uno nel mercato delle compravendite immobiliari. L'uomo tuttavia li ha sempre trattati in modo rude, forse per vendicarsi della madre, una donna per la quale  lui ha abbandonato la prima moglie e il figlio avuto da lei, Roberto, solo per essere tradito a sua volta e lasciato a crescere i figli da solo. Appena raggiunta l'età legale, i due se ne sono andati da casa e il padre li ha cancellati dal testamento.
I sospetti della polizia, nella persona del vice questore Salvatore Pertusiello, amico personale di Bacci, si indirizzano subito su Amidei: oltre a essere l'amante della vittima, l'uomo si è allontanato da Milano dove era coinvolto in un'indagine su truffe milionarie nel mondo della sanità pubblica. I suoi ex complici potrebbero tentare di fargli tenere la bocca chiusa. Tuttavia, lo stesso assassino visto nella crêuza degli ulivi cerca di uccidere anche Carlo Beltrami, il fratello della vittima.
A questo punto le indagini cambiano direzione. Bacci Pagano organizza un incontro “chiarificatore” tra padre e figlio Beltrami, alla presenza del primo figlio Roberto, erede del patrimonio paterno, e con Pertusiello come osservatore.
Una telefonata compromettente mette nei guai Amidei che per discolparsi ingaggia a sua volta Bacci Pagano. Sarà quest'ultimo a intuire, un pezzo per volta, la verità, e a farla digerire a Pertusiello, rischiando a sua volta di essere ucciso dallo stesso killer, il quale non lavora per i mandanti che tutti si immaginano.

## Edizioni
- La crêuza degli ulivi. Le donne di Bacci Pagano, Genova, Fratelli Frilli, 2005,  p. 320, ISBN 978-8875631406.